# Брюин, Фрэнк
Фрэнк Джеральд Синглхёрст Брюин (англ. Frank Gerald Singlehurst Brewin; 21 октября 1909, Пуна, Британская Индия — 21 апреля 1976, Саутуарк) — индийский хоккеист на траве, защитник. Олимпийский чемпион 1932 года.

## Биография
Фрэнк Брюин родился 21 октября 1909 года в городе Пуна в Британской Индии (сейчас в Индии).
В 1932 году вошёл в состав сборной Индии по хоккею на траве на летних Олимпийских играх в Лос-Анджелесе и завоевал золотую медаль. Играл на позиции защитника, провёл 1 матч, мячей не забивал.
Позже перебрался жить в Великобританию.
Умер 21 апреля 1976 года в боро Саутуарк британского города Лондон.